# چارلز هاکت
چارلز فرانسیس هاکت (به انگلیسی: Charles F. Hockett) (زادهٔ ۱۷ ژانویهٔ ۱۹۱۶ - درگذشتهٔ ۳ نوامبر ۲۰۰۰) زبان‌شناسِ آمریکایی بود که ایده‌هایِ تأثیرگذارِ بسیاری در زبان‌شناسیِ ساخت‌گرایِ آمریکایی ارائه کرد. او نمایندهٔ فازِ پسا-بلومفیلدیِ ساخت‌گرایی است که معمولاً با نامِ «توزیع‌گرایی» شناخته می‌شود. فعالیتِ آکادمیکِ او، بیش از نیم قرن در دانشگاه‌هایِ کرنل و رایس ادامه داشت.

## مشارکت‌های عمده

### روش تطبیقی در زبان‌شناسی
یکی از مهم‌ترین مشارک‌هایِ هاکت در زبان‌شناسی، بررسیِ ویژگی‌هایِ عمدهٔ زبان‌هایِ انسانی و مطالعهٔ تطبیقیِ آن‌ها در مقایسه با دستگاه‌هایِ ارتباطیِ حیوان‌ها بود.

هاکت نخستین بار، هفت مشخصه برایِ زبان‌هایِ انسانی برشمرد که در سالِ ۱۹۵۹ در مقالهٔ «'زبان' حیوان، زبان انسان» آن‌ها را منتشر کرد. اگرچه بعد از ویرایش‌های بسیار، سرانجام او ۱۳ مشخصهٔ سازنده برایِ زبان‌ها پیدا کرد که در مقالهٔ «خاستگاه سخن» منعکس شده‌است که در ساینتیفیک آمریکن به چاپ رسیده‌است.

هاکت ادعا می‌کند که اگرچه دستگاه‌هایِ ارتباطیِ حیوان‌ها، ممکن است برخی از این ۱۳ مشخصه را داشته باشد، اما تنها زبانِ گفتاریِ انسان‌ها تمامِ این ۱۳ تا در کنارِ هم دارا است.

در بررسی این مشخصه‌ها، باید به یاد داشت که این ویژگی‌ها، ممکن است ویژگی‌هایِ تصادفی اما بسیار پرتکرار برایِ زبان باشند اما ویژگی‌هایِ ذاتیِ آن نباشند. مثلاً تمامِ انسان‌ها دارایِ دو دست و دو پا و یک سر هستند، اما این‌ها را نمی‌توان ویژگی‌هایِ ضروری یا تنها ویژگی‌هایِ ماهیتیِ انسان دانست. به همین ترتیب، زبان‌ها ممکن است ویژگی‌هایِ دیگری نیز داشته باشند یا ممکن است برخی از این ۱۳ ویژگی در آن‌ها کمرنگ و برخی به‌مراتب پررنگ‌تر باشد.

### سیزده مشخصهٔ زبان‌ها
1. کانالِ ارتباطیِ گفتاری-شنیداری: بخشِ عمده‌ای از زبانِ انسان‌ها، در قالبِ گفتار و آوا تولید و توسطِ دستگاهِ شنواییِ دریافت می‌شود. هاکت این را یکی از مزیت‌هایِ زبان می‌داند، چرا که به این ترتیب، حیوان‌ها می‌توانند درحالی‌که کارهایِ دیگری چون خوردن یا استفاده از ابزارها را انجام می‌دهند، به سخن‌گفتن و استفادهٔ همزمان از زبان نیز بپردازند.
2. همه‌فرستی در انتشار-جهت‌داری در دریافت: هر کسی که در فاصلهٔ مناسب قرار داشته باشد، می‌تواند سخنِ به‌زبان‌آمده را بشنود. کسی که سخن را شنیده، می‌تواند جهتِ آن و فردِ سخنگو را تشخیص دهد.
3. ناپدیدشدنِ سریع: شکلِ موجیِ زبانِ انسان، به‌سرعت ناپدید می‌شود و در طیِ زمان باقی نمی‌مانَد. یک شنونده، پیام را تنها در زمانی که به زبان آمده‌است می‌تواند دریافت کند، نه در زمانی بعد از آن.
4. قابلیتِ جابه‌جایی: یک شخص، یک پیامِ معین را هم می‌تواند به زبان بیاورد و هم می‌تواند بشنود. هر چیزی را که فرد قادر به شنیدن یا درک‌کردنش است، تواناییِ تولیدِ مجدد و بیانش را در قالبِ زبانِ گفتاری نیز دارد. این ویژگی در بعضی از سیستم‌هایِ ارتباطیِ جانوران وجود ندارد. مثلاً برایِ جفت‌یابی، ماهی‌هایِ آبنوسِ (Stickleback) نر و ماده، دو حرکتِ کاملاً متفاوت دارند. حرکتی را که آبنوسِ نر برایِ جذبِ جفت انجام می‌دهد، آبنوسِ ماده نمی‌تواند تقلید کند، و برعکس.
5. فیدبکِ کامل: یک سخنگو، قادر است سخنی را که به زبان می‌آورَد، بشنود. به این ترتیب، آن‌ها بر تولیدِ گفتارشان نظارت می‌کنند.
6. تخصصی‌شدگی: صداهایِ زبانِ انسانی، به‌منظورِ ارتباط برقرارکردن اختصاصی شده‌اند. تواناییِ سخن‌گفتنِ انسان در آناتومیِ او دیده می‌شود؛ مثلاً حنجرهٔ او به گونه‌ای تکامل یافته‌است که برخلافِ نخستی‌سانانِ دیگر، می‌تواند آواهایِ گفتاری را تولید کند. همچنین انسان‌ها قادر به کنترلِ زبان و دهانِ خود هستند و به همین دلیل است که می‌توانند صحبت‌ها را آگاهانه تولید کنند. در طرفِ مقابل، سگ‌ها به‌عنوانِ مثال، صدایشان به‌منظورِ گفتار و ارتباطات، تخصصی نشده‌است. آن‌ها بر زبان و دهانشان کنترل ندارند و به همین دلیل، آواهایی که به زبان می‌آورند، تنها بازتابِ غیرارادیِ هیجانشان است.
7. معناداری: هر کدام از سیگنال‌هایِ درونِ یک زبان، به یک شیء یا یک مفهومِ خاص ارجاع می‌دهند. (مثلاً لفظِ "سیب" به میوه‌ای در جهانِ خارج اشاره دارد که گرد است و رنگِ مثلاً قرمز دارد. معناً به رابطهٔ بین لفظ و شیءِ خارجی گفته می‌شود.) هاکت می‌گوید که معناداری را به‌عنوانِ مثال در گیبونها نیز می‌توان مشاهده کرد.
8. انتخابی بودن: بینِ لفظ و آوایی که هر کلمهٔ زبان دارد و معنایِ آن کلمه، رابطهٔ خاصی وجود ندارد. مثلاً واژهٔ "سیب" هیچ شباهتِ ظاهری‌ای به میوه‌ای که آن را سیب می‌نامیم ندارد. به همین ترتیب، ما می‌توانیم به‌جایِ اینکه به این میوه "سیب" بگوییم، برایِ آن از هر نامِ دلخواهِ دیگری (مثلاً از "apple") استفاده کنیم.
9. گسستگی: زبانِ انسان‌ها از تعدادِ محدودی واحدِ پایه‌ایِ سازنده ساخته شده‌است و تعدادِ کلِ آواهایِ پایه‌ای که آن را شکل می‌دهند، بسیار اندک است. تفاوتِ واج‌هایِ سازندهٔ زبانِ انسان (مثلاً تفاوتِ بینِ /پ/ و /ب/) قاطع و مطلق است. برخلافِ انسان‌ها، مثلاً در زنبورها، رقصِ دم‌جنبانیِ آن‌ها، از واحدهایِ مجزا تشکیل نشده‌است، بلکه طیفی پیوسته از علائم را تشکیل می‌دهد. (زنبورهایِ عسل با تکان‌دادنِ دُمشان، به دیگر زنبورها دربارهٔ پیداکردنِ گل‌ها خبر می‌دهند. هرچه‌قدر شدتِ تکان‌دادنِ دُمشان بیشتر باشد، فاصلهٔ گل‌ها تا کندو بیشتر است.)
10. جابه‌جایی: در زبانِ انسان‌ها، می‌توان از چیزهایی که اکنون یا در این مکان حضور ندارند، یا چیزهایی که اصلاً وجودِ خارجی ندارند (مثلِ اسبِ تک‌شاخ)، صحبت کرد.
11. خلاقیت و کران‌گشادگی: در زبانِ انسان‌ها، می‌توان پیام‌هایی را تولید و منتقل کرد که پیش از این هرگز گفته یا شنیده نشده‌اند. اما در طرفِ مقابل، مثلاً گیبون‌ها، زبانیِ بسته دارند؛ چرا که تعدادِ پیام‌هایی که می‌توانند به همدیگر منتقل کنند، بسیار محدود است.
12. انتقالِ بینِ‌نسلی: زبانِ انسان‌ها کاملاً درونی نیست (هرچند که می‌تواند تا حدی باشد)؛ به این معنا که این زبان از طریقِ شنیدنِ گفتار در محیطیِ که فرد در آن قرار دارد، آموخته می‌شود و در نتیجه جامعهٔ زبانی بر زبان‌آموزیِ فرد تأثیر دارد. درحالی‌که، به‌عنوانِ مثال، در زنبورها، این حیوان‌ها با تواناییِ درونی و غریزی متولد می‌شوند که به کمکِ آن، بدونِ نیاز به آموزش و از روزِ اول، رقصِ دم‌جنبانی را یاد دارند.
13. دوسطحی بودن زبان: انسان‌ها می‌توانند تعدادِ محدودیِ واج را با هم ترکیب کنند تا تعدادِ نامحدودی واژهٔ مختلف بسازند. آن‌ها سپس به کمکِ این واژه‌هایِ نامحدود و ترکیبِ آن‌ها، می‌توانند تعدادِ نامحدودیِ جمله تولید کنند. به این ترتیب، زبان دارایِ دو سطح است؛ در یک سطح از واج‌هایِ بی‌معنا تشکیل شده که ترکیبشان واژه‌ها را می‌سازد و در سطحِ دیگر از واژه‌هایِ معنادار که ترکیبشان جمله‌ها را می‌سازد.

### چند مشخصهٔ دیگر
در سالِ ۱۹۶۸، هاکت مقاله‌ای منتشر کرد که در آن، سه ویژگیِ دیگر برایِ زبان‌هایِ انسانی ذکر شده بود.
۱۴. دروغگویی: یک گویندهٔ زبان، می‌تواند گزاره‌هایِ زبانیِ نادرست، غلط، دروغ یا بی‌معنا را به زبان بیاورد.
۱۵. بازتابی بودن: از زبان، می‌توان برایِ صحبت‌کردن دربارهٔ خودِ آن (یعنی صحبت‌کردن دربارهٔ زبان و ویژگی‌هایِ آن) بهره برد.
۱۶. قابلیتِ یادگیری داشتن: یک گویندهٔ زبانی، می‌تواند یاد بگیرد که به زبان‌هایِ دیگر سخن بگوید.
لَری ترَسک، زبان‌شناس و دانشمندِ علومِ شناختی، تعریفِ معادلی برایِ موردِ ۱۴ ارائه داده‌است:
۱۴. ب. آزادیِ محرک: ما مختاریم که در یک شرایطِ معین، هر چیزی را که می‌خواهیم، به زبان بیاوریم، یا اصلاً هیچ‌چیز به زبان نیاوریم.
به‌علاوه، ویلیام تافت استوارت نیز ویژگیِ ۱۷م زیر را برایِ زبان پیشنهاد کرده‌است:
۱۷. گرامری بودن: گویندهٔ زبان، برمبنایِ قاعده‌هایِ نحوی سخن می‌گوید.